# Disogmus basalis
Disogmus basalis är en stekelart som först beskrevs av Thomson 1858.  Disogmus basalis ingår i släktet Disogmus, och familjen svartsteklar. Arten är reproducerande i Sverige.